# Chalcorana
Chalcorana es un género de anfibios anuros de la familia Ranidae que se encuentra en Sondalandia y las islas Nicobar.

## Especies
Se reconocen las 12 especies siguientes según ASW:
- Chalcorana chalconota (Schlegel, 1837)
- Chalcorana crassiovis (Boulenger, 1920)
- Chalcorana eschatia (Inger, Stuart & Iskandar, 2009)
- Chalcorana kampeni (Boulenger, 1920)
- Chalcorana labialis (Boulenger, 1887)
- Chalcorana macrops (Boulenger, 1897)
- Chalcorana megalonesa (Inger, Stuart & Iskandar, 2009)
- Chalcorana mocquardi (Werner, 1901)
- Chalcorana parvaccola (Inger, Stuart & Iskandar, 2009)
- Chalcorana raniceps (Peters, 1871)
- Chalcorana rufipes (Inger, Stuart & Iskandar, 2009)
- Chalcorana scutigera (Andersson, 1916)